# Futbolniy Klub Olimpik
FC Olimpik Donetsk - em ucraniano, Олімпік Донецьк - é um clube de futebol da Ucrânia sediado na cidade de Donetsk. Atualmente disputa a primeira divisão do Campeonato Ucraniano.
Manda suas partidas no Complexo de Esportes Olímpicos de Donetsk, que possui capacidade de 3 mil lugares. É o quarto clube de futebol profissional de Donetsk - os outros são o Shakhtar, o Metalurh e o FC Tytan Donetsk.

## Elenco

### Legenda
- Capitão